# Фиапшев, Борис Хамзетович
Борис Хамзетович Фиапшев (22 марта 1936 — 21 января 2008) — советский и российский учёный. Ректор Кабардино-Балкарского государственного аграрного университета имени В. М. Кокова. Доктор биологических наук, профессор, заслуженный деятель науки Российской Федерации.

## Биография
- 1955—1960 — студент Кабардино-Балкарского государственного университета.
- 1960—1963 — аспирант Ростовского государственного университета по специальности «Почвоведение».
- 1963—1981 — ассистент, старший преподаватель, доцент, профессор, заведующий кафедрой, декан сельскохозяйственного факультета Кабардино-Балкарского государственного университета.
- 1975 — защита докторской диссертации в Ростовском государственном университете на тему: «Почвы Кабардино-Балкарской АССР (генетические особенности, география и хозяйственное использование)».
- 1981—2000 — ректор Кабардино-Балкарского агромелиоративного института.
- 2000—2008 — советник ректора, профессор кафедры почвоведения и агрохимии Кабардино-Балкарского государственной сельскохозяйственной академии.

## Научные труды
Автор более ста научных работ посвящённых вопросам почвоведения и проблемам высшего образования, в т.ч монографий «Высокогорные почвы центральной части Северного Кавказа», «Черноземы СССР» (в соавторстве), «Диалектика российского образования», «Образовательные стандарты, автономия высшей школы и академические свободы», «Кадры для агропромышленного комплекса Кабардино-Балкарской Республики», «Сельскохозяйственные образовательные учреждения Кабардино-Балкарской Республики», «Как учиться в вузе: советы абитуриентам и студентам».

## Награды
Награждён Почетными грамотами Президента КБР, Парламента КБР, Министерства сельского хозяйства Российской Федерации. Удостоен почетных званий: «Заслуженный деятель науки Российской Федерации», «Заслуженный деятель науки Кабардино-Балкарской Республики», «Заслуженный деятель науки Республики Адыгея».